# Гірськолижний туризм

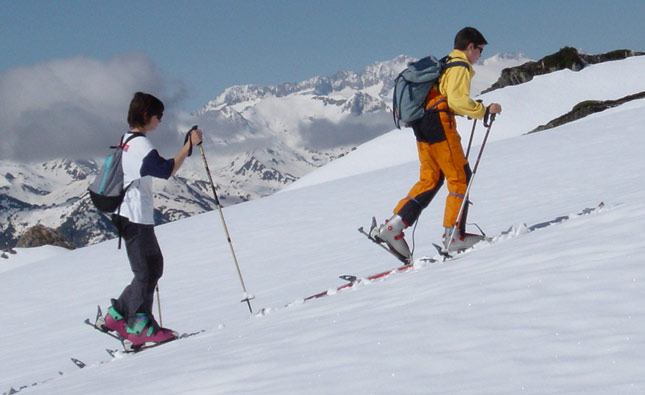
Вільний рух п'яти під час підйому є визначальною характеристикою гірськолижного туризму. Після досягнення вершини гори або іншого пункту призначення п’яткові частини спеціальних туристичних кріплень фіксуються таким чином, що лижі ведуть себе як звичайні гірські лижі під час зазвичай спуску.

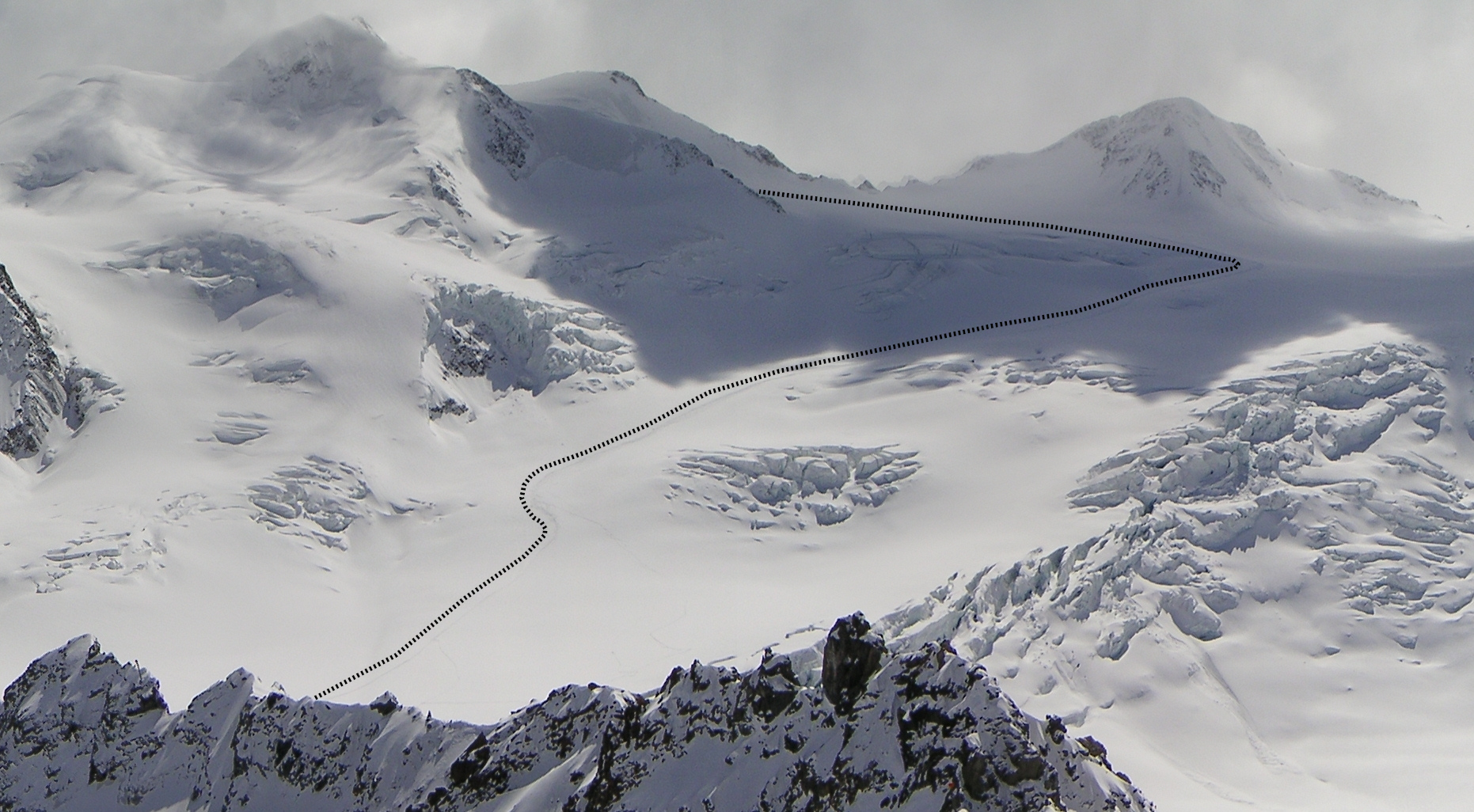
Позначена траса підйому попереднього лижного туру на Вільдшпітце (3,768 м) у Тіролії в Австрії. Маршрут пролягає через льодовик Ташахфернер, при цьому альпіністи зробили обхід навколо ділянки з відкритими тріщинами (посередині).

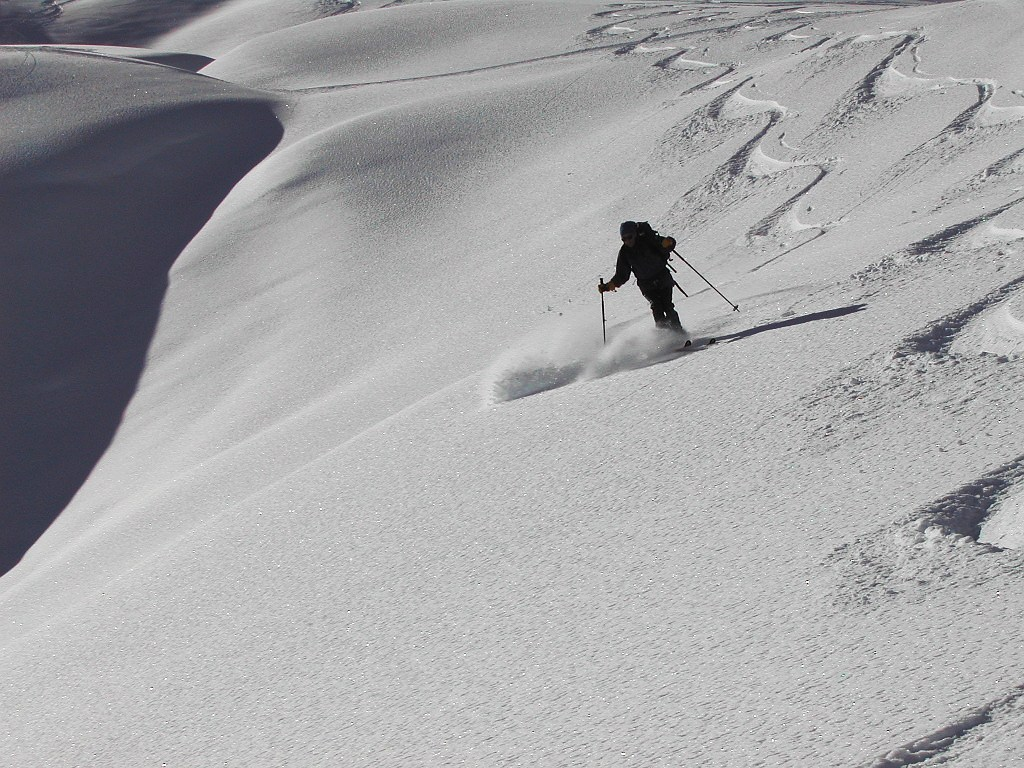
Спуск з гори в Швейцарії за майже ідеальних умов, тобто снігу та сонця. Навпаки, залежно, наприклад, від місцевої погодної історії, альпіністам також доведеться боротися з раніше розталим і знову замерзлим глибоким снігом, що може бути дуже виснажливим, особливо для менш досвідчених лижників.

Гірськолижний туризм (англ.skitour) – це вид активного відпочинку та спорту, що поєднує подорожі у гірські райони з катанням на лижах. Він охоплює як відвідування спеціально обладнаних гірськолижних курортів, так і походи у високогір’я з метою спусків по природних схилах.

### Основні різновиди гірськолижного туризму
- Беккантрі (англ.backcountry skiing) – катання на лижах поза межами підготовлених трас та курортів у віддалених гірських районах без підйомників. Використовується спеціальне спорядження: легкі та ширші за бігові лижі для катання в глибокому снігу, міцні черевики, подібні до трекінгових, та кріплення з вільною п’ятою. Часто застосовується техніка катання телемарк, оскільки телемарк-спорядження добре підходить для таких умов. Беккантрі поділяється на одноденні виходи та багатоденні походи з ночівлею у наметах і використанням туристичного спорядження. Прихильники цього стилю отримують справжнє задоволення від єднання з природою та відчуття свободи в горах.
- Бекса́йд (англ.backside skiing) – це різновид фрірайду на території гірськолижних курортів, який поєднує використання витягів та скітур-спорядження. Лижники піднімаються на верхні станції курорту за допомогою підйомників, після чого комбінують короткі підйоми пішки або на лижах, щоб дістатися недоступних для звичайних туристів схилів. Бекса́йд відрізняється від беккантрі тим, що починається і закінчується в зоні гірськолижного курорту та має зручніший доступ до інфраструктури. Він вважається проміжним форматом між класичним фрірайдом на курорті та повноцінним беккантрі. Зазвичай використовують широкі лижі для фрірайду, та сноуборди. Мета такого відпочинку більше насолодитись спуском, ніж ходьбою в гору.
- Скіальпінізм (англ. SKIMO ski mountaineering) – поєднання лижного туризму та альпінізму. Учасники здійснюють підйоми на вершини з використанням лиж і спеціального спорядження (камусів, льодорубів, кішок, мотузок), після чого спускаються на лижах. Це найскладніший різновид гірськолижного туризму, що потребує високої фізичної підготовки та альпіністських навичок. Skimo увійшов до програми зимових Олімпійських ігор і зробить свій офіційний дебют на Мілан–Кортіна 2026, змагання проходитимуть у Борміо. В олімпійській програмі — три медальні дисципліни: чоловічий спринт, жіночий спринт і змішана естафета (mixed relay). Перші організовані змагання з гірськолижного альпінізму почали проводитися у 1920–1930-х роках у Європі, особливо в Альпах і Піренеях. Pierra Menta — це одне з найпрестижніших і найскладніших змагань з гірськолижного альпінізму у світі, яке проводиться щорічно з 1986 року в регіоні Бофор, на південному сході Франції, в селищі Ареш-Бофор.

## Обладнання для гірськолижного туризму
- Спорядження для альпийского туризму спеціально розроблене для гірськолижного туризму по крутій місцевості; спеціальне кріплення для альпійського туризму, в іншому дуже схоже на кріплення для спуску, дозволяє підняти п’яту для полегшення підйому, та зафіксувати її для повної підтримки під час спуску.
- Катання на лижах стилем  Телемарк належить до найважчого сегмента лижного спорядження для скандинавських видів спорту, призначеного для використання на крутій місцевості або на гірськолижних трасах

Спорядження для гірськолижного туризму включає лижі різних типів: скітур фрірайд – широкі для кращого ковзання в глибокому снігу; беккантрі – легкі й універсальні для тривалих підйомів і спусків поза трасами; Skimo – надлегкі з карбону або легких композитних матеріалів для швидких підйомів і спусків; сплітборд – спеціальний сноуборд, який можна розділити на дві частини, що функціонально нагадує лижі. Черевики для беккантрі виготовляються зі шкіри або сучасних синтетичних матеріалів і пластику, схожі на бігові та трекінгові; для Skimo – надлегкі пластикові або карбонові з режимом ходьби; для сплітборду – звичайні сноубордичні. Кріплення бувають рамні – важкі для фрірайду, пінові – легкі для беккантрі та Skimo, адаптери раніше використовувалися у альпіністських кріпленнях, але зараз не застосовуються у зв'язку з великою вагою. Камуси (анг.skins) одягають на низ лижі перед підйомом і знімають перед спуском; матеріали – мохер, синтетика або комбінація обох. Саме завдяки камусу лижі не просковзують, що надае можливості підійматися на лижах вгору. На пологих схилах застосовують насічки на лижах «луска риби». Лижні кішки (ski crampons) — це насадки на лижі, що забезпечують краще зчеплення на льоду та твердому снігу, застосовуються для безпечного підйому на крутих схилах. Палки – телескопічні для регулювання довжини. Додаткове спорядження включає наплічник, лавинне обладнання (щуп, лопата, біпер(трансівер)), туристичне спорядження для багатоденних походів (намет, спальник, пальник, їжа) та захисне спорядження (шолом, окуляри, рукавички, термобілизна)..

## Історія
Серед піонерів гірськолижного туризму — Джон «Снігоступ» Томпсон, можливо, найперший сучасний лижний альпініст і плідний мандрівник, який використовував лижі, щоб доставляти пошту щонайменше двічі на місяць через крутий східний уступ Сьєрра-Невади до віддалених шахтарських таборів Каліфорнії та населені пункти. Його постачання почалися в 1855 році та тривали щонайменше 20 років. Маршрут Томпсона довжиною 140 км знадобилося три дні та 48 годин назад з рюкзаком, який зрештою перевищив 45 кг пошти.

Сесіл Слінгсбі, один із перших європейських практиків, перетнув висоту 1.550 метрів Перевал Кейзер у Норвегії на лижах у 1880 році. Інші піонери включають Адольфо Кінда, Арнольда Лунна, Отторіно Меццалама, Патріка Валленсанта та Кіліана Жорнета Бургаду.

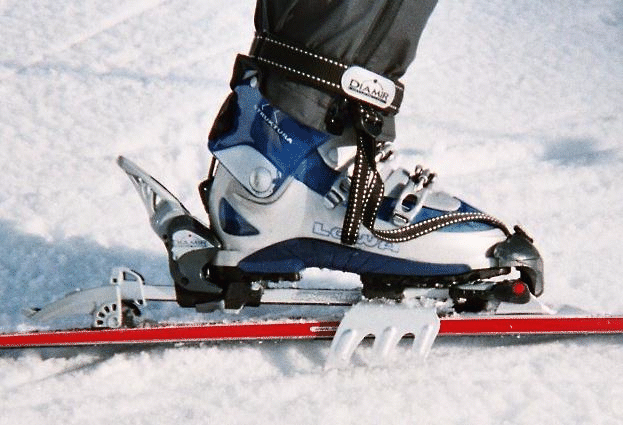
Гірські гірськолижні черевики, кріплення та лижні кошки. Червона пляма під носком є точкою кріплення, навколо якої повертається решта черевика під час кроку, що призводить до руху, схожого, але не ідентичного звичайній ходьбі людини – кінчик черевика завжди знаходиться на одному місці. висоти, тому що лижі рухаються, щоб ковзати на рівні снігової поверх